# Саїд Дгай
Саїд Дгай (араб. سعيد دغاي, нар. 14 січня 1964) — марокканський футболіст, що грав на позиції воротаря.

## Клубна кар'єра
У дорослому футболі дебютував 1990 року виступами за команду «Сентраль Летьєр», у якій провів один сезон. 
Своєю грою за цю команду привернув увагу представників тренерського штабу клубу «Олімпік» (Касабланка), до складу якого приєднався 1991 року. Відіграв за клуб з Касабланки наступні три сезони своєї ігрової кар'єри.
Завершив ігрову кар'єру у команді «Раджа» (Касабланка), за яку виступав протягом 1997—1998 років.

## Виступи за збірну
У 1994 році дебютував в офіційних матчах у складі національної збірної Марокко.
У складі збірної був учасником чемпіонату світу 1994 року у США.
Загалом протягом кар'єри в національній команді, яка тривала 1 рік, провів у її формі 2 матчі.